# Удільний Піжай
Уді́льний Пі́жай (рос. Удельный Пижай, марій. Руш Пижай) — присілок у складі Сернурського району Марій Ел, Росія. Входить до складу Сердезького сільського поселення.

## Населення
Населення — 85 осіб (2010; 90 у 2002).
Національний склад (станом на 2002 рік):
- марі — 83 %